# هيليوم-4

رسم تمثيلي يوضح نواة هيليوم-4 في المنتصف والسحابة الإلكترونية حولها.

هيليوم-4 4He عبارة عن النظير المستقر الأكثر وفرة لعنصر الهيليوم حيث يشكل 99. 99986% من الوفرة الطبيعية للهيليوم على الأرض، والقسم الضئيل المتبقي عبارة عن هيليوم-3. تتألف نواة هيليوم-4 من بروتونين ونيوترونين اثنين، وهي مماثلة لتركيب جسيم ألفا.
إن مصدر هيليوم-4 في الكرة الأرضية يعود إلى اضمحلال ألفا للعناصر الثقيلة في القشرة الأرضية. يعد الهيليوم-4 من أكثر النويدات انتشاراً في الكون الملاحظ بعد البروتيوم 1H، حيث ينتج من الاندماج النووي في النجوم، مشكّلاً ما يعادل ربع كمية المادة الملاحظة في الكون.

## الخصائص
عندما يبرّد الهيليوم-4 دون 2.17 كلفن، ما يعادل –271.17 °س، فإنه يصبح سائل فائق الميوعة ذو خواص لا تشبه السوائل في الحالة العادية. على سبيل المثال، في حال وضع الهيليوم-4 وهو بحالة الميوعة الفائقة ضمن إناء مفتوح فإن طبقة رقيقة من السائل تتسلق على جدران الإناء وتطوف. تدعى هذه الظاهرة رقاقة رولن Rollin film. إن هذه الظاهرة هي نتيجة معادلة كلاوزيوس-كلابيرون حيث أنها لا تفسر بالنموذج التقليدي من الميكانيكا كلاسيكية إنما فقط عبر ميكانيكا الكم. يمكن فهم هذه الظاهرة عبر تكاثف بوز-أينشتاين والذي يحدث عند تجمع بوزونات مع بعضها البعض.
إن اللف المغزلي لنواة الهيليوم-4 عبارة عن عدد صحيح (مقداره الصفر) وليس كسراً، بالتالي فهو يعد بوزون.